# حاجی محمدعلی
حاجی محمدعلی روستایی در دهستان تنگ چنار بخش مرکزی شهرستان مهریز استان یزد ایران است.

## جمعیت
بر پایه سرشماری عمومی نفوس و مسکن در سال ۱۳۹۵ جمعیت این روستا ۱۵۷ نفر (۵۵خانوار) بوده‌است.